# Rudki (stacja kolejowa)
Rudki (ukr. Рудки) – stacja kolejowa w Rudkach, w rejonie samborskim, w obwodzie lwowskim, na Ukrainie. Zarządzana przez Kolej Lwowską. 

## Historia
Stacja została otwarta w dniu 27 sierpnia 1903 roku wraz z otwarciem linii kolejowej Lwów - Sambor. Stację zelektryfikowano w 1967 roku razem z linią kolejową.
Na stacji zatrzymują się wyłącznie pociągi regionalne.